# Jean-Pierre Warnier
Jean-Pierre Warnier (* 1939 in Frankreich) ist ein französischer Ethnologe und Hochschullehrer.

## Leben
Warnier lehrte Ethnologie in Nigeria und Kamerun, bevor er 1985 an die Universität Paris V (Université Paris-René Descartes) als Professor für Ethnologie ging. Er ist heute (2011) emeritiert und Forschungsbeauftragter am Centre d'Études africaines (Ceaf) in Paris, einem Forschungszentrum der École pratique des hautes études (EPHE), einer der Grandes écoles Frankreichs.
Seit 1972 forschte Warnier im Kameruner Grasland auf den Gebieten Wirtschafts- und politische Geschichte, wandte sich jedoch später dem Phänomen der materiellen Kultur als Herrschaftsinstrument zu.

## Veröffentlichungen
- Échanges, développement et hiérarchies dans le Bamenda pré-colonial (Cameroun), in: Studien zur Kulturkunde Band 76, Manuels et travaux de recherche de l'Université de Yaoundé. Steiner Verlag Wiesbaden GmbH, Stuttgart 1985, ISBN 3-515-04281-4.
- Construire la culture matérielle: l'homme qui pensait avec ses doigts, Presses universitaires de France, Paris 1999, ISBN 2-130499198.
- Approches de la culture matérielle corps a corps avec. Éditions Harmattan, Paris 1999, ISBN 2-738477674.
- französisch: Régner au Cameroun: Le roi-pot, Éditions Karthala, Paris 2009, ISBN 978-2-811-10176-3.
  - englisch: The Pot-KIng: The Body and Technologies of Power, Brill, Leiden/Boston, MA 2007, ISBN 978-9-004-15217-5.
- The Sacred King, Royal Containers, Alienable Material Contents and Value in Modern Cameroon, Arbeitspapier: Johann-Wolfgang-Goethe-Universität Frankfurt am Main 2011.